# 山木香織
山木 香織（やまき かおり、1984年9月23日 - ）は、タレントで、元子役。東京都生まれ。劇団東俳に所属。

## 主な出演
- ドラマ新銀河『妻の恋』（NHK総合）（1995年10月19日）
- 七星闘神ガイファード（テレビ東京）（1996年6月24日）
- 嗚呼!バラ色の珍生（日本テレビ）（1998年9月3日）
- 週刊こどもニュース（NHK総合）（1997年4月 - 1999年3月）